# 弗兰格尔湾
弗兰格尔湾（俄语：Бухта Врангеля）是滨海边疆区纳霍德卡城区的海湾，长3.5公里，宽1.5公里，面积6.16平方公里，均深16米，岸长11.1公里。弗兰格尔 (市级镇)位于岸边，赫梅洛夫卡河注入其中。它以俄国航海家瓦西里·瓦西里耶维奇·弗兰格尔命名。